# Episodi di Crime Story (prima stagione)
La prima stagione della serie televisiva Crime Story è andata in onda negli Stati Uniti d'America dal 18 settembre 1986 al 13 marzo 1987.
| nº | Titolo originale              | Titolo italiano          | Prima TV USA      | Prima TV Italia |
| -- | ----------------------------- | ------------------------ | ----------------- | --------------- |
| 1  | Pilot (Crime Story)           | Le strade della violenza | 18 settembre 1986 |                 |
| 2  | Pilot (Crime Story)           | Le strade della violenza | 18 settembre 1986 |                 |
| 3  | Final Transmission (1)        |                          | 19 settembre 1986 |                 |
| 4  | Shadow Dancer (2)             |                          | 26 settembre 1986 |                 |
| 5  | St. Louis Book of Blues (3)   |                          | 30 settembre 1986 |                 |
| 6  | The War (4)                   |                          | 7 ottobre 1986    |                 |
| 7  | Abrams for the Defense (5)    |                          | 14 ottobre 1986   |                 |
| 8  | Pursuit of a Wanted Felon (6) |                          | 28 ottobre 1986   |                 |
| 9  | Old Friends, Dead Ends (7)    |                          | 4 novembre 1986   |                 |
| 10 | Justice Hits the Skids        |                          | 11 novembre 1986  |                 |
| 11 | For Love or Money             |                          | 5 dicembre 1986   |                 |
| 12 | Crime Pays                    |                          | 12 dicembre 1986  |                 |
| 13 | Hide and Go Thief             |                          | 19 dicembre 1986  |                 |
| 14 | Strange Bedfellows            |                          | 26 dicembre 1986  |                 |
| 15 | Fatal Crossroads              |                          | 9 gennaio 1987    |                 |
| 16 | Torello on Trial              |                          | 16 gennaio 1987   |                 |
| 17 | The Kingdom of Money          |                          | 30 gennaio 1987   |                 |
| 18 | The Battle of Las Vegas       |                          | 6 febbraio 1987   |                 |
| 19 | The Survivor                  |                          | 13 febbraio 1987  |                 |
| 20 | The Pinnacle                  |                          | 27 febbraio 1987  |                 |
| 21 | Top of the World              |                          | 6 marzo 1987      |                 |
| 22 | Ground Zero                   |                          | 13 marzo 1987     |                 |